# Charles S. Kilburn

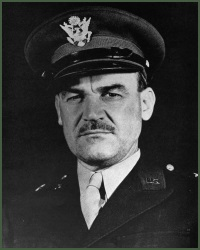
Charles S. Kilburn

Charles Solomon Kilburn (* 2. Januar 1895 in Silver City, Arizona-Territorium; † 28. Dezember 1978 in Carmel-by-the-Sea, Kalifornien) war ein Brigadegeneral der United States Army. Er war unter anderem Kommandeur der 11. Panzerdivision.
Der im heutigen New Mexico geborene Charles Kilburn war ein Sohn von John Franklin Kilburn (1856–1933) und dessen Frau Harriet M. Randall (1862–1945). Die Eltern zogen bald nach El Paso in Texas, wo sie eine Ranch betrieben. Der junge Charles besuchte die dortigen Schulen einschließlich der High School. In den Jahren 1913 bis 1917 durchlief er die United States Military Academy in West Point. Nach seiner Graduation wurde er als Leutnant der Kavallerie zugeteilt. In der Armee durchlief er anschließend alle Offiziersränge vom Leutnant bis zum Brigadegeneral.
Im Lauf seiner militärischen Karriere absolvierte Kilburn verschiedene Kurse und Schulungen. Dazu gehörten unter anderem der Infantry Officer Advanced Course, die US-Army Cavalry School, das Command and General Staff College und das United States Army War College.
Zu Beginn seiner Laufbahn wurde er an der Grenze zu Mexiko eingesetzt, wo gerade die mexikanische Expedition beendet worden war. Während des Ersten Weltkriegs diente er als Stabsoffizier in den Vereinigten Staaten. Zwischenzeitlich war er in Frankreich als Kurier des Kriegsministeriums eingesetzt. Dabei übermittelte er Kriegsereignisse an das Ministerium.
In den 1920er und 1930 Jahren setzte er seine Offizierslaufbahn fort. Dabei absolvierte er den für Offiziere in den jeweiligen Rangstufen üblichen Dienst in verschiedenen Einheiten und Standorten. Dazu gehörten auch Aufgaben als Stabsoffizier in verschiedenen Hauptquartieren. Außerdem absolvierte er damals die meisten der erwähnten Schulen und er war Herausgeber der Militärzeitung Cavalry Journal. In den Jahren 1937 bis Mai 1941 war er Stabsoffizier im Hauptquartier der Panzereinheiten, wobei die offizielle Bezeichnung damals noch immer Office of the Chief of Cavalry lautete. Die Panzereinheiten waren in den 1930er Jahren aus der früheren klassischen Kavallerie entstanden. Nach einer kurzen Zeit im Stab des Kriegsministeriums erhielt Charles Kilburn im August 1941 das Kommando über das 8. Kavallerieregiment, das er bis Mai 1942 innehatte. In diese Zeit fiel der Eintritt der Vereinigten Staaten in den Zweiten Weltkrieg. Das 8. Kavallerieregiment war aber zu dieser Zeit noch nicht am Krieg beteiligt.
Zwischen Mai und Juli 1942 kommandierte Kilburn die 3. Kavalleriebrigade, welche eine Panzereinheit war. Daran schloss sich eine Versetzung zur 11. Panzerdivision an, wo er zwischen August 1942 und März 1944 eine als Combat Command A bezeichnete Brigade kommandierte. Die Division wurde im August 1942 neu aufgestellt und verblieb zunächst in den Vereinigten Staaten, wo sie auf einen Kriegseinsatz vorbereitet wurde. Im März 1944 übernahm Kilburn als Nachfolger von Edward H. Brooks das Kommando über die gesamte 11. Division, das er bis zum Frühjahr 1945 innehatte. In dieser Zeit war die Einheit ab Dezember 1944 in Europa im Kampfeinsatz. Dort gehörte sie zu den Einheiten, die von Belgien nach Deutschland vordrangen. Sie war unter anderem an der Abwehr der deutschen Ardennenoffensive beteiligt. Kilburn fiel aber bei seinen Vorgesetzten in Ungnade, weil offenbar die Kommunikation zwischen ihm und seinen unterstellten Einheiten zwischenzeitlich zusammenbrach. Daher wurde er Ende März 1945 von George S. Patton von seinem Kommando entbunden und wenig später vom Brigadegeneral zum Oberst zurückgestuft.
Nach dem Krieg war Charles Kilburn für einige Monate Stabsoffizier im Kriegsministerium und danach ebenfalls nur für kurze Zeit Stabsoffizier beim Carribbean Defense Command. Im Jahr 1946 kommandierte er den der Armee unterstehenden Teil des Militärbezirks in Florida (Commanding Officer Florida Military District). Anschließend ging er als Oberst in den Ruhestand. Im Jahr 1948 erhielt er im Ruhestand wieder seinen alten Rang als Brigadegeneral zurück.
Charles Kilburn verbrachte seinen Lebensabend in Larkspur und später in Kentfield in Kalifornien. Dort engagierte er sich in verschiedenen gesellschaftlichen Organisationen. In Larkspur leitete er die Abteilung für zivile Verteidigung. Der mit Edith Lillian Chabot (1898–1993) verheiratete Offizier starb am 28. Dezember 1978 in Carmel-by-the-Sea und wurde auf dem Nationalfriedhof Arlington beigesetzt.

## Orden und Auszeichnungen
Charles Kilburn erhielt im Lauf seiner militärischen Laufbahn unter anderem folgende Auszeichnungen:
- Legion of Merit
- Army Commendation Medal
- World War II Victory Medal
- Mexican Border Service Medal
- World War I Victory Medal
- American Defense Service Medal
- American Campaign Medal
- European-African-Middle Eastern Campaign Medal